# Anna von Plesse
Anna von Plesse († 16. Mai 1456) war Äbtissin im Stift Freckenhorst und im Stift Neuenheerse.

## Leben
Anna von Plesse entstammte einer Dynastenfamilie mit dem Stammsitz im Leinetal nördlich von Göttingen. Ihre Eltern waren Graf Gottschalk von Plesse († vor 1439) und Elisabeth von Honstein. Sie hatte sieben Brüder; ihre Schwester Adelheid war mit Otto von Tecklenburg verheiratet, deren Tochter Maria war Äbtissin in Freckenhorst.
Bevor Anna im Jahre 1433 als Nachfolgerin von Anna von der Mark-Arenberg Äbtissin in Freckenhorst wurde, war sie seit 1432 im Stift Neuenheerse als Äbtissin tätig. Aus ihrer Amtszeit sind zahlreiche Rechtsakte erhalten geblieben. So hat sie am 2. Oktober 1446 mit der Stadt Warendorf einen Vergleich geschlossen, der die Eingriffe in den Stiftsbesitz regelte. Am 29. September 1454 hat sie aus eigenen Mitteln vor der Nordtür der Stiftskirche ein Bauwerk errichten lassen.
Anna wurde am 12. November 1452 zur Äbtissin in Gandersheim postuliert, hat dieses Amt jedoch nicht angenommen. Sie blieb bis zu ihrem Tode Äbtissin in Freckenhorst. Ihre Nachfolgerin im Amt war Bonizeth von Isenburg.

## Sonstiges
Im Jahre 1900 wurde eine Steinplatte mit dem plessischen Wappen gefunden. Es handelte sich möglicherweise um die Grabplatte Annas.